# Temporada 1949-50 de los Boston Celtics
La Temporada 1949-50 fue la cuarta de los Boston Celtics en la liga, la primera con la nueva denominación de NBA. La temporada regular acabó con 22 victorias y 46 derrotas, no logrando clasificarse para los playoffs.

## Elecciones en elDraft
| Ronda | Puesto | Jugador       | Posición | Nacionalidad   | Universidad   |
| ----- | ------ | ------------- | -------- | -------------- | ------------- |
| 1     | 4      | Tony Lavelli  | Alero    | Estados Unidos | Yale          |
| 2     | 13     | George Kaftan | Alero    | Estados Unidos | Holy Cross    |
| 3     | 23     | Joe Mullaney  | Base     | Estados Unidos | Holy Cross    |
| 8     | 70     | Duane Klueh   | Base     | Estados Unidos | Indiana State |

## Temporada regular
| División Este           | División Este | División Este | División Este | División Este | División Este | División Este | División Este | División Este |
| Equipo                  | G             | P             | %             | PD            | Casa          | Fuera         | Neutral       | Div           |
| ----------------------- | ------------- | ------------- | ------------- | ------------- | ------------- | ------------- | ------------- | ------------- |
| x-Syracuse Nationals    | 51            | 13            | .797          | -             | 31-1          | 15-12         | 5-0           | 9-1           |
| x-New York Knicks       | 40            | 28            | .588          | 13            | 19-10         | 18-16         | 3-2           | 20-6          |
| x-Washington Capitols   | 32            | 36            | .471          | 21            | 21-13         | 10-20         | 1-3           | 13-13         |
| x-Philadelphia Warriors | 26            | 42            | .382          | 25            | 15-15         | 8–23          | 3-4           | 9-17          |
| Baltimore Bullets       | 25            | 43            | .368          | 26            | 16-15         | 8–25          | 1-3           | 8-18          |
| Boston Celtics          | 22            | 46            | .324          | 29            | 12-14         | 5–28          | 5-4           | 11-15         |

## Estadísticas
| Rk | Jugador          | Edad | P  | PT | MP | TC  | TCI  | %TC  | 3P | 3PI | %3P | TL  | TLI | %TL  | RO | RD | RT | AS  | RB | TAP | BP | FP  | PTS  |
| -- | ---------------- | ---- | -- | -- | -- | --- | ---- | ---- | -- | --- | --- | --- | --- | ---- | -- | -- | -- | --- | -- | --- | -- | --- | ---- |
| 1  | Bob Kinney       | 29   | 60 |    |    | 3.9 | 10.4 | .375 |    |     |     | 3.4 | 5.3 | .628 |    |    |    | 1.7 |    |     |    | 4.2 | 11.1 |
| 2  | Sonny Hertzberg  | 27   | 68 |    |    | 4.0 | 12.7 | .318 |    |     |     | 2.1 | 2.8 | .749 |    |    |    | 2.9 |    |     |    | 2.3 | 10.2 |
| 3  | George Kaftan    | 21   | 55 |    |    | 3.6 | 9.7  | .372 |    |     |     | 2.5 | 3.8 | .654 |    |    |    | 2.6 |    |     |    | 1.7 | 9.7  |
| 4  | Ed Leede         | 22   | 64 |    |    | 2.7 | 7.9  | .343 |    |     |     | 3.5 | 4.9 | .706 |    |    |    | 2.0 |    |     |    | 2.6 | 8.9  |
| 5  | Howie Shannon    | 26   | 67 |    |    | 3.3 | 9.6  | .344 |    |     |     | 2.1 | 2.7 | .786 |    |    |    | 2.6 |    |     |    | 2.2 | 8.8  |
| 6  | Tony Lavelli     | 23   | 56 |    |    | 2.9 | 7.8  | .372 |    |     |     | 3.0 | 3.5 | .853 |    |    |    | 0.7 |    |     |    | 1.9 | 8.8  |
| 7  | Gene Englund     | 32   | 24 |    |    | 2.3 | 6.2  | .372 |    |     |     | 3.6 | 4.4 | .811 |    |    |    | 0.7 |    |     |    | 4.0 | 8.2  |
| 8  | Brady Walker     | 28   | 68 |    |    | 3.2 | 8.6  | .374 |    |     |     | 1.1 | 1.7 | .632 |    |    |    | 1.6 |    |     |    | 1.5 | 7.5  |
| 9  | Johnny Ezersky   |      | 16 |    |    | 2.3 | 8.5  | .265 |    |     |     | 2.2 | 3.2 | .686 |    |    |    | 1.4 |    |     |    | 2.4 | 6.7  |
| 10 | Bob Doll         | 30   | 47 |    |    | 2.6 | 7.4  | .346 |    |     |     | 1.6 | 2.4 | .658 |    |    |    | 2.3 |    |     |    | 2.5 | 6.7  |
| 11 | George Nostrand  | 26   | 18 |    |    | 2.0 | 6.7  | .300 |    |     |     | 2.0 | 3.3 | .610 |    |    |    | 0.9 |    |     |    | 2.6 | 6.0  |
| 12 | Dermie O'Connell | 21   | 37 |    |    | 1.9 | 7.4  | .262 |    |     |     | 0.9 | 1.6 | .569 |    |    |    | 1.7 |    |     |    | 1.7 | 4.8  |
| 13 | Jim Seminoff     | 27   | 65 |    |    | 1.3 | 4.4  | .300 |    |     |     | 2.2 | 2.9 | .755 |    |    |    | 3.8 |    |     |    | 2.4 | 4.8  |
| 14 | John Mahnken     | 27   | 24 |    |    | 1.8 | 7.0  | .262 |    |     |     | 1.0 | 1.5 | .639 |    |    |    | 1.8 |    |     |    | 3.1 | 4.6  |
| 15 | Hoot Gibson      | 28   | 2  |    |    | 1.5 | 2.0  | .750 |    |     |     | 0.5 | 2.0 | .250 |    |    |    | 0.5 |    |     |    | 1.5 | 3.5  |
| 16 | Joe Mullaney     | 24   | 37 |    |    | 0.2 | 1.9  | .129 |    |     |     | 0.3 | 0.4 | .800 |    |    |    | 1.4 |    |     |    | 0.8 | 0.8  |
| 17 | Art Spector      | 29   | 7  |    |    | 0.3 | 1.7  | .167 |    |     |     | 0.1 | 0.6 | .250 |    |    |    | 0.4 |    |     |    | 0.6 | 0.7  |